# Ich war noch niemals in New York (Film)
Ich war noch niemals in New York ist ein deutsch-österreichischer Spielfilm aus dem Jahr 2019 von Philipp Stölzl nach einem Drehbuch von Alexander Dydyna mit Heike Makatsch, Moritz Bleibtreu, Katharina Thalbach, Uwe Ochsenknecht, Michael Ostrowski und Pasquale Aleardi.
Der Film basiert auf dem gleichnamigen Musical von Gabriel Barylli und Christian Struppeck mit Liedern von Udo Jürgens (2007). Kinostart war in Deutschland, Österreich und der Schweiz am 17. Oktober 2019. Premiere war am 9. Oktober 2019 im Kölner Cinedom. Die ARD-Erstausstrahlung war am 11. Juli 2022 und die ORF-Erstausstrahlung am 26. August 2023.

## Handlung
Lisa Wartberg ist eine erfolgsverwöhnte Fernsehmoderatorin, für die der Beruf an erster Stelle steht. Für ihr brachliegendes Liebesleben hat sie ebenso wenig Zeit wie für ihre einsame Mutter Maria. Nachdem die Einschaltquoten von Lisas Sendung gesunken sind, droht sie ihren Job zu verlieren und müsste sich eigentlich um ihre Karriere kümmern. Dann jedoch verliert ihre Mutter nach einem Sturz in ihrer Wohnung das Gedächtnis, wird ins Krankenhaus eingeliefert und kann sich nur noch daran erinnern, dass sie noch nie in New York war. Sie flieht aus dem Krankenhaus und schmuggelt sich als blinder Passagier auf ein luxuriöses Kreuzfahrtschiff.
Lisa macht sich gemeinsam mit ihrem Maskenbildner Fred auf die Suche nach ihrer Mutter und findet diese an Bord der MS Maximiliane. Doch bevor die drei das Schiff verlassen können, legt der Ozeandampfer ab, und so treten sie unfreiwillig eine Reise über den Atlantik an. In der Folge werden sie als blinde Passagiere entlarvt und zum Putzdienst verdonnert. An Bord lernt Lisa Axel Staudach und dessen Sohn Florian kennen, und Axel und Lisa kommen sich näher. Währenddessen trifft Maria auf den Eintänzer Otto, der behauptet, eine gemeinsame Vergangenheit mit ihr zu haben, was Maria aufgrund ihres Unfalls und der fehlenden Erinnerung nicht überprüfen kann. Fred dagegen verliebt sich in den griechischen Bordzauberer Costa.

## Produktion und Hintergrund
Die Dreharbeiten fanden vom 30. April bis zum 26. Juni 2018 statt, gedreht wurde in den MMC Studios in Köln, im Studio Babelsberg in Potsdam und in Sofia (Bulgarien).
Produziert wurde der Film von UFA Fiction (Sebastian Werninger und Nico Hofmann), Ziegler Film (Regina Ziegler), Mythos Film (Christoph Müller), in Ko-Produktion mit Freddy Burger, Universal Pictures Productions und der österreichischen Graf Film des Kärntner Produzenten Klaus Graf.
Unterstützt wurde die Produktion von der Film- und Medienstiftung NRW, der Medienboard Berlin-Brandenburg GmbH, der Mitteldeutschen Medienförderung GmbH, der Medien- und Filmgesellschaft Baden-Württemberg, der Filmförderungsanstalt und dem Deutschen Filmförderfonds.
Für den Ton zeichnete Max Meindl verantwortlich, für das Szenenbild Matthias Müsse, für die Kostüme Nora Bates und Thomas Oláh und für die Maske Gerhard Zeiss. Die Choreografie stammt von Christopher Tölle. Die Zaubertrixxer waren für die Illusionen zuständig, die der griechische Bordzauberer Costa gemeinsam mit dem Maskenbildner Fred zum Besten gibt, und coachten die Darsteller Pasquale Aleardi und Michael Ostrowski. Das Budget betrug rund 12 Millionen Euro.

## Änderungen gegenüber der Bühnenvorlage
Im Film wurden im Vergleich zur Bühnenvorlage zahlreiche Änderungen umgesetzt. So wurden die Handlung und die Figuren stark verändert. Bei den Liedern wurde nicht nur die Reihenfolge verändert, sondern sie wurden auch gekürzt, teilweise durch Sprechpassagen unterbrochen, mit anderen Texten versehen und in ihren Arrangements verändert.
Außerdem wurden zahlreiche Titel weggelassen. Die fehlenden Lieder sind Buenos Dias, Argentina, Alles im Griff auf dem sinkenden Schiff, Wie könnt’ ich von dir gehen, Schöne Grüße aus der Hölle, Vater und Sohn, Ein ehrenwertes Haus und Was wichtig ist.

## Lieder
1. Vielen Dank für die Blumen – Heike Makatsch, Cornelius Obonya und Michael Ostrowski[16]
2. Aber bitte mit Sahne – Stefan Kurt, Katharina Thalbach, Heike Makatsch und Michael Ostrowski
3. Griechischer Wein – Pasquale Aleardi, Michael Ostrowski, Andreja Schneider und Katharina Thalbach
4. Alles, was gut tut – Uwe Ochsenknecht und Mat Schuh
5. Mit 66 Jahren – Katharina Thalbach
6. Gib mir deine Angst – Moritz Bleibtreu
7. Siebzehn Jahr, blondes Haar – Uwe Ochsenknecht und Katharina Thalbach
8. Liebe ohne Leiden – Marlon Schramm
9. Zeig mir den Platz an der Sonne – Katharina Thalbach, Heike Makatsch, Moritz Bleibtreu, Uwe Ochsenknecht, Mat Schuh, Pasquale Aleardi und Michael Ostrowski
10. Was ich dir sagen will – Uwe Ochsenknecht
11. Ich will, ich kann – I Can, I Will – Moritz Bleibtreu und Heike Makatsch
12. Bleib doch bis zum Frühstück – Marlon Schramm, Moritz Bleibtreu und Heike Makatsch
13. Illusionen – Katharina Thalbach, Heike Makatsch, Moritz Bleibtreu, Uwe Ochsenknecht, Pasquale Aleardi und Michael Ostrowski
14. Ich war noch niemals in New York – Katharina Thalbach
15. Ich weiß, was ich will – Uwe Ochsenknecht, Pasquale Aleardi und Heike Makatsch
16. Merci, Chérie – Moritz Bleibtreu
17. Immer wieder geht die Sonne auf – Uwe Ochsenknecht und Katharina Thalbach
18. Heute beginnt der Rest deines Lebens – Heike Makatsch, Moritz Bleibtreu, Marlon Schramm, Pasquale Aleardi, Michael Ostrowski, Uwe Ochsenknecht und Katharina Thalbach
19. Ich war noch niemals in New York – Heike Makatsch, Moritz Bleibtreu, Pasquale Aleardi, Uwe Ochsenknecht und Katharina Thalbach
20. Liebe ohne Leiden – Pasquale Aleardi, Heike Makatsch, Uwe Ochsenknecht, Katharina Thalbach, Moritz Bleibtreu, Marlon Schramm und Andreja Schneider
21. Siebzehn Jahr, blondes Haar – Uwe Ochsenknecht und Katharina Thalbach
22. Was wichtig ist – Heike Makatsch (Bonus-Track auf der CD; fehlt im Film)

## Rezeption
Oliver Kube bezeichnete den Film auf filmstarts.de als die deutsche Antwort auf Mamma Mia! und befand, dass das Musical nach einem „nahezu komplett versiebten Auftakt“ „doch noch die Kurve“ bekomme. „Es wird locker und schwungvoll gesungen und getanzt, während die Stimmung im Kinosaal mächtig steigen dürfte.“ Die ersten 20 bis 25 Minuten seien teilweise sehr anstrengend, Lieder wie Vielen Dank für die Blumen und das Titellied würden in kurzen, durch Sprechpassagen unterbrochenen Fragmenten verschenkt. Das erste Lied, das tatsächlich funktioniere, sei Griechischer Wein, charismatisch dargeboten von Pasquale Aleardi. Ab da laufe der Film deutlich runder bis hin zum großen Finale mit Laune machenden Nummern wie Mit 66 Jahren, Gib‘ mir deine Angst und Alles, was gut tut.
Ähnlich urteilte Andreas Fischer im Weser Kurier, der ebenfalls meinte, dass man die ersten 20 Minuten erst einmal überstehen müsse: „Da hetzt eine unerträgliche TV-Tussi durch die Szenen, da werden fantastische Lieder verplempert und unzählige Figuren hektisch eingeführt. [...] Doch irgendwann fährt der Dampfer ab, und dann kommt Ich war noch niemals in New York in ruhigere Fahrwasser und nimmt trotzdem Fahrt auf. Dann singt man mit, schunkelt, klatscht, ist selig und beschwingt.“ Philipp Stölzl inszeniere den Film als einen schwungvollen Rausch aus knallbunten Farben und aberwitzigen Choreografien. Alles sei erlaubt, solange es Spaß mache und mit einem Songzitat belegt werden könne.
Peter Zander bezeichnete Ich war noch niemals in New York in der Berliner Morgenpost als „Gute-Laune-Film des Jahres“. Auch der letzte Jürgens-Verächter ertappe sich im Kinodunkel irgendwann dabei, dass er heimlich mitsumme. Dass die Protagonisten durch die Zeit an Bord dazu gezwungen werden, darüber nachzudenken, wie sehr sie in ihrem bisherigen Leben gefangen sind und am wirklichen Leben vorbeileben, sei ein Subtext, den man in einem solch leichten Unterhaltungsmetier nicht unbedingt erwarten würde. Das ganz große Meisterwerk sei der Film allerdings nicht geworden, dafür sei er etwas zu lange geraten. Am Ende fehle auch das ganz große Sing- und Tanzfinale.

## Auszeichnungen und Nominierungen
Deutsche Film- und Medienbewertung (FBW)
- Prädikat „besonders wertvoll“[10]

Bambi-Verleihung 2019
- Nominierung in der Kategorie Schauspieler National (Uwe Ochsenknecht)[19]

Ernst-Lubitsch-Preis 2020
- Katharina Thalbach[20]

41. Bayerischer Filmpreis
- Sonderpreis (Philipp Stölzl)[21]

Deutscher Filmpreis 2020
- Nominierung in der Kategorie Bestes Szenenbild (Matthias Müsse)[22]
- Nominierung in der Kategorie Beste männliche Nebenrolle (Pasquale Aleardi)
- Nominierung in der Kategorie Beste visuelle Effekte und Animation (Sven Martin)
- Nominierung in der Kategorie Bestes Maskenbild (Gerhard Zeiss)
- Nominierung in der Kategorie Bestes Kostümbild (Thomas Oláh, Nora Bates)

Romyverleihung 2020
- Nominierung in der Kategorie Bester Kinofilm[23]
- Nominierung in der Kategorie Beste Produktion Kinofilm (Regina Ziegler, Nico Hofmann, Sebastian Werninger, Klaus Graf, Christoph Müller und Freddy Burger)
- Nominierung in der Kategorie Beste Bildgestaltung Kinofilm (Thomas Kiennast)